# Álvaro Marcelo García Zaroba
Álvaro Marcelo García Zaroba (Rocha, 5 de enero de 1984) es un futbolista uruguayo que juega para Plaza Colonia de la ciudad de Colonia del Sacramento

## Clubes
| Club                           | País      | Año             |
| ------------------------------ | --------- | --------------- |
| Rocha Fútbol Club              | Uruguay   | 2004 - 2007     |
| River Plate                    | Uruguay   | 2007 - 2008     |
| Tacuarembó Fútbol Club         | Uruguay   | 2008 - 2009     |
| Atenas                         | Uruguay   | 2009 - 2010     |
| Tacuary                        | Paraguay  | 2010 - 2012     |
| Cerro Largo                    | Uruguay   | 2012 - 2014     |
| Rocha Fútbol Club              | Uruguay   | 2014            |
| El Tanque Sisley               | Uruguay   | 2015            |
| Deportivo Guastatoya           | Guatemala | 2015 - 2016     |
| Cobán Imperial                 | Guatemala | 2016 - 2018     |
| Xelajú MC                      | Guatemala | 2018 - 2020     |
| Plaza Colonia                  | Uruguay   | 2020 - 2021     |
| Club social y Deportivo Zacapa | Guatemala | 2021 - Presente |

- Datos: Q60828467